# Sommaire

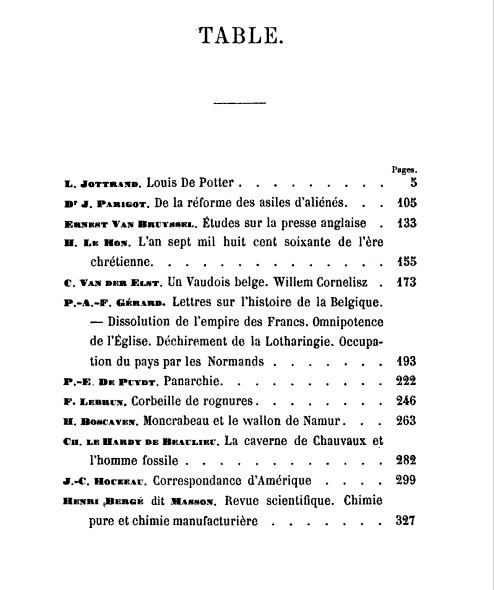
Table des matières de la Revue trimestrielle, publiée en Juillet 1860

Dans les revues, le sommaire comporte les titres des articles et les noms de leurs auteurs. Le sommaire des magazines et journaux peut parfois contenir un résumé de ses articles. Il est toujours placé en début de publication. Dans les versions informatisées, les titres renvoient directement au contenu par un hyperlien. 
Il est à distinguer de la table des matières, qui est une liste organisée des titres de chapitres et de sections d’un livre ou document, permettant au lecteur de s'orienter rapidement dans l’ouvrage. 

## Histoire
C’est un sophiste du VIe siècle av. J-C., Corax de Syracuse, qui est considéré comme l’inventeur du sommaire.

## Position
Dans l'Antiquité, la table des matières était peu fréquente, mais quand un ouvrage en comportait une, celle-ci était placée au début. C'est le cas du premier volume de l'Histoire naturelle de Pline l'Ancien, qui consiste en une table des matières détaillée de cette encyclopédie. Il en va de même durant la période des manuscrits. Cette tradition s'est maintenue dans le monde anglophone, où la table des matières est toujours au début de l'ouvrage. 
Dans la tradition française du livre, la table des matières est généralement placée en fin de volume.